# Frústula

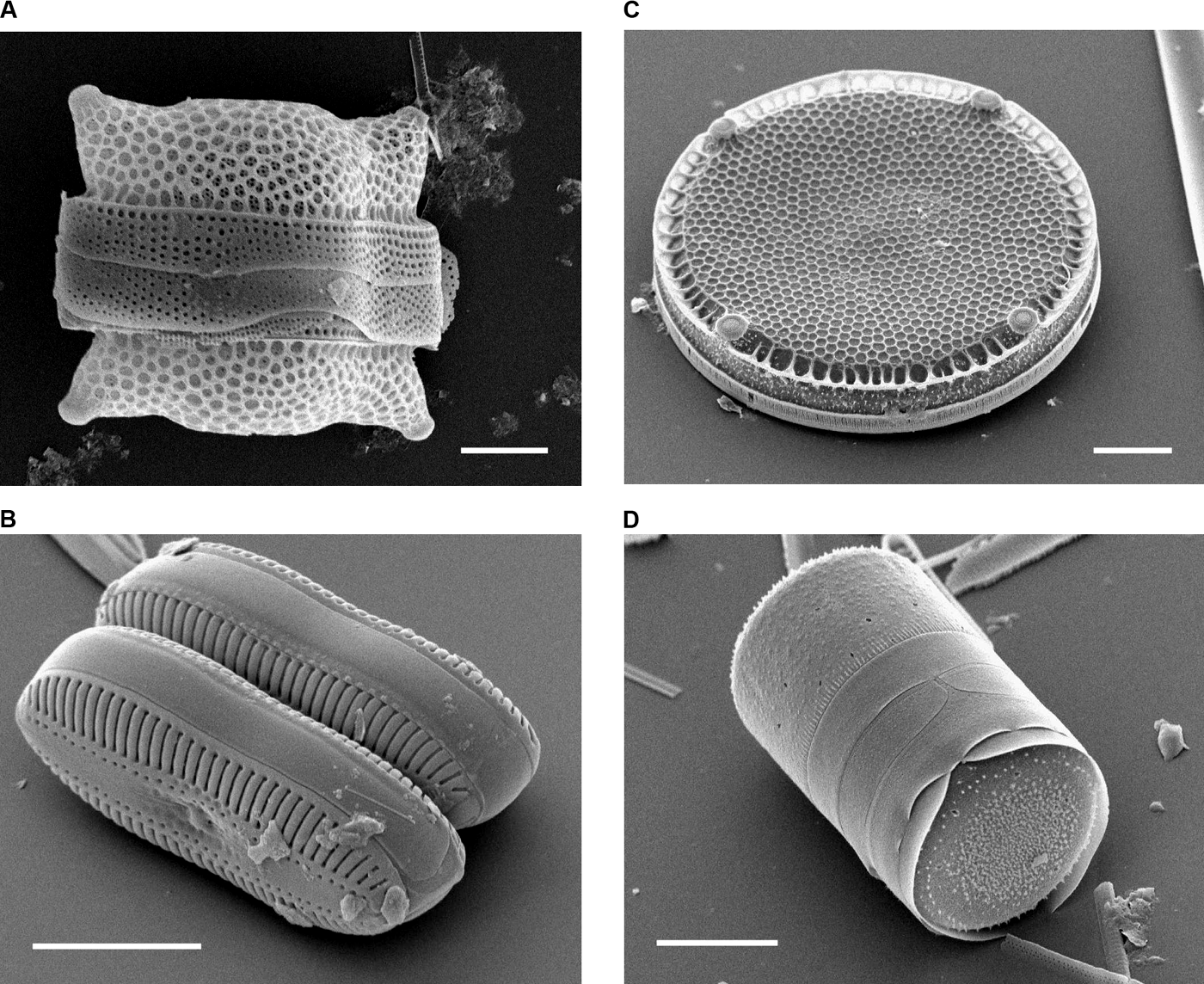
Frústulas de algunas especies de algas

Una frústula es la pared celular dura y porosa de la capa externa, o teca, de las diatomeas. La frústula está compuesta casi en su totalidad por sílice (óxido de silicio hidratado) proveniente del ácido silícico, y recubierta con una capa de materia orgánica, la cual fue referida en la temprana literatura acerca de las diatomeas como pectina, una fibra mucho más común en la pared celular de las plantas. Esta capa está realmente compuesta por varios tipos de polisacáridos.
La estructura de la frústula está usualmente compuesta de dos secciones superpuestas (conocidas como valvas). La valva superior se denomina epiteca y es ligeramente más grande y se solapa con la valva inferior, la hipoteca. La unión entre las dos valvas es soportada por bandas de sílice (bandas de cintura) que mantienen las dos valvas juntas. El solapamiento permite cierto margen de expansión interna adicional y es esencial durante el proceso de reproducción cuando la célula se amplía para permitir la formación de dos nuevas valvas, como en la división de la célula madre. Cuando la célula se divide, cada célula hija mantiene una mitad de la célula original. Esto significa que una célula "hija" es del mismo tamaño que la célula "madre" (epiteca y nueva hipoteca) mientras en la otra la antigua hipoteca pasa a ser la nueva epiteca en la célula hija más pequeña y será esta quien genere su nueva hipoteca. La frústula también contiene muchos poros y hendiduras que proveen el acceso de las diatomeas a su medio externo para procesos tales como el desecho de residuos y la secreción mucilágina y en ocasiones también como medio de expulsión de los tricocistos o extrusoma. 

## Diatomeas

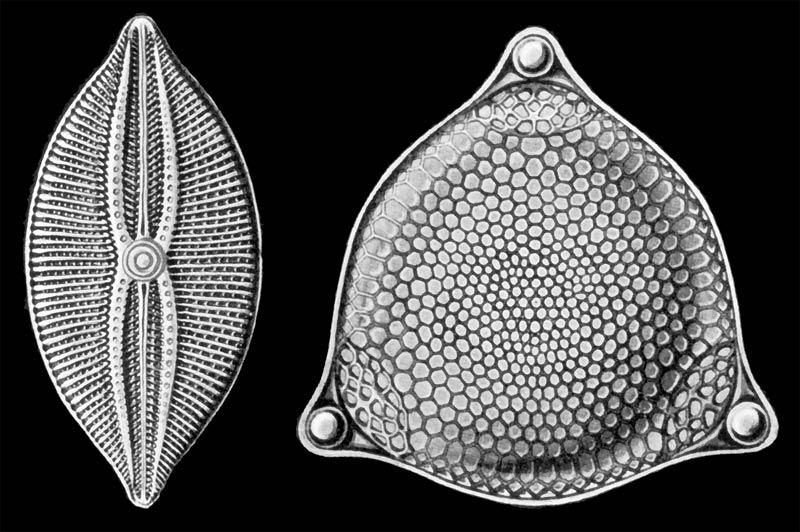
Selección de Ernst Haeckel de su obra de 1904 Kunstformen der Natur (Formas artísticas de la naturaleza), mostrando frústulas: penada (izquierda) y central (derecha).

Las diatomeas tienen variadas técnicas de supervivencia: el flotamiento en las columnas de agua (fitoplancton), colonizando superficies sumergidas y viviendo dentro de la superficie de depósitos de sedimentos; algunas células son esencialmente cilíndricas (centralmente), mientras otras tienen una forma elongada semejante a la de una "nave". Son algas pertenecientes a la división Bacillariophyceae que requieren luz para la fotosíntesis. Tal vez el grupo más estudiado de diatomeas pertenecen al grupo del fitoplancton. Las diatomeas (plancton) necesitan de las corrientes oceánicas y del viento, para mantenerse en los niveles oceánicos superiores debido a que su pared celular es más densa que el agua alrededor de ellas, de otro modo se hundirían.

## Tierra de diatomeas
Cuando las diatomeas mueren y su material orgánico se descompone, las frústulas caen al fondo marino, donde este material dejado en la superficie oceánica es la llamada "diatomita", o "tierra de diatomeas" y es usada comercialmente como filtros, cargas minerales, en materiales de aislamiento, biofertilizantes, antiaglomerantes y como un abrasivo fino. También hay investigaciones en curso acerca del uso de las frústulas y sus propiedades en el campo de la óptica, junto con otras células, y también virus.

## Formación de la frústula
Como la diatomea se prepara para separarse, esta se somete a varios procesos en orden de producir o una nueva epiteca o una nueva hipoteca. Una vez que cada célula se halla completamente separada, tienen una protección similar a la de la célula madre y también la habilidad de continuar la producción de la frústula.
Resumidamente se puede explicar del siguiente modo:
1. El recién formado núcleo y el núcleo ya existente se colocan cada uno al lado de la diatomea donde la nueva hipoteca será formada.
2. Una vesícula conocida como la vesícula de deposición de sílice se forma en las proximidades de la membrana plasmática.
3. Este constituye el centro de la dispersión y la deposición de sílice puede continuar hacia el exterior desde ese punto, hasta que la frústula se produce.